# Kielpalpwever
De Kielpalpwever (Megalepthyphantes nebulosus) is een spinnensoort in de taxonomische indeling van de hangmatspinnen (Linyphiidae).
Het dier behoort tot het geslacht Megalepthyphantes. De wetenschappelijke naam van de soort werd voor het eerst geldig gepubliceerd in 1830 door Sundevall.